# Деферент
Дефере́нт (лат. deferens, род. відм. deferentis — «той, що несе») — поняття, яке в своїй геоцентричній моделі використовував Птолемей. Відповідно до цієї моделі, кожна планета рівномірно рухається по колу (епіциклу), центр якого, у свою чергу, рухається по іншому колу, яке й називається деферентом.
Підставою для такої штучної конструкції була необхідність моделювати нерівномірний рух планет, зокрема, назадній рух, а також пояснити зміну їх видимої яскравості, пов'язану зі зміною відстані від Землі.
Див. докладніше Епіцикл.